# Mosaïque forêt-savane du Congo occidental
Localisation
La mosaïque forêt-savane du Congo occidental constitue une écorégion de l'Angola, de la république démocratique du Congo, de la république du Congo et du Gabon.

## Géographie
La mosaïque forêt-savane couvre une région de plateaux découpés. Elle est située entre le bassin du Congo à l'est et l'océan Atlantique à l'ouest. Le cours inférieur du fleuve Congo traverse l'écorégion.
L'écorégion est délimitée au nord-ouest par les forêts côtières équatoriales humides de l'Atlantique. Ces forêts s'étendent vers le nord depuis le fleuve Congo, le long de la côte atlantique. Les forêts de plaine du nord-ouest du Congo sont localisées au nord et au nord-est. La mosaïque forêt-savane du sud du Congo délimite l'écorégion à l'est, au sud du fleuve Congo. Les forêts de miombo angolaises se situent au sud-est et au sud. La savane et les forêts de l'escarpement angolais se situent au sud-ouest, le long de la côte atlantique, s'étendant vers le sud depuis l'embouchure du fleuve Congo.
Les villes de Kinshasa et de Brazzaville, capitales des deux Congo, se situent dans cette écorégion. Elle se trouvent l'une en face de l'autre, de part et d'autre du fleuve Congo. Parmi les autres villes de l'écorégion, figurent Matadi et le Cabinda.

## Climat
Le climat est tropical, avec peu de variations saisonnières. Les températures maximales moyennes varient de 30 °C à 60 °C dans les plaines et jusqu'à 21 °C sur les hauts plateaux. Les températures minimales moyennes varient de 21º °C à 15 °C. Les précipitations sont en moyenne de 1 200 mm par an, augmentant jusqu'à 1 400 mm à la transition vers les forêts tropicales côtières et congolaises.

## Flore
L'écorégion est une mosaïque de prairies boisées parsemées de forêts. Elle comprend des zones de forêt sèche sempervirente au niveau des plateaux Batéké, en république du Congo, et des forêts galeries le long des fleuves, notamment le fleuve Congo. La composition des espèces de la forêt galerie est similaire à celle des forêts congolaises à l'est.
Mabwati est une communauté de forêt dense sèche qui pousse sur des dépôts de sable du Kalahari dans la partie orientale de l'écorégion et s'étend jusqu'à la forêt-savane congolaise adjacente. Les arbres Marquesia macroura, Marquesia acuminata, Daniellia alsteeniana et Berlinia giorgii sont caractéristiques de la canopée dense de Mabwati.

## Faune
L'écorégion abrite plusieurs espèces de grands mammifères. Le buffle d'Afrique (Syncerus caffer), le cobe à dos jaune (Kobus ellipsiprymnus), le guib (Tragelaphus scriptus), le cobe du sud (Redunca arundinum), le céphalophe à dos jaune (Cephalophus silvicultor) et le céphalophe commun (Sylvicapra grimmia) sont répandus. Les lions (Panthera leo) sont le principal prédateur. L' éléphant de forêt d'Afrique (Loxodonta cylcotis) était autrefois répandu, mais il est désormais menacé et son aire de répartition est limitée. Le gorille des plaines occidentales (Gorilla gorilla gorilla), en danger critique d'extinction, et le chimpanzé central (Pan troglodytes troglodytes), en voie de disparition, se trouvent au nord du fleuve Congo.
Le rhinolophe d'Adam (Rhinolophus adami) et le rat roux (Dendroprionomys rousseloti) sont endémiques de l'écorégion. Le rhinolophe forestier (Rhinolophus silvestris) est une espèce à aire de répartition limitée, qui vit dans la savane forestière et les forêts tropicales au nord du fleuve Congo.
Il existe deux espèces d'oiseaux endémiques, le Cossypha heinrichi et la Pie-grièche à poitrine orange (Laniarius brauni).
Le lézard ver de l'ouest du Congo (Monopeltis guentheri) et la grenouille hurlante Cambondo (Arthroleptis carquejai) sont endémiques à l'écorégion.

## Zones protégées
6,42 % de l'écorégion se trouve dans des aires protégées. Les aires protégées de l'écorégion comprennent le parc national de Cangandala, le parc national de Mayumba, le parc national de la Lopé, le parc national de Moukalaba-Doudou, le parc national du plateau de Batéké, le parc national de Conkouati-Douli, le parc marin des Mangroves, le parc national de l'Ogooué-Lékéti, la réserve de biosphère de Luki, la zone de chasse de Bombo-Lumene, la réserve de faune de la Léfini, la réserve naturelle de la N'Sélé, la réserve de faune de Tsoulou, la réserve de faune de Ngyanga Nord, réserve du Mont Fouari, réserve de faune de Tchimpounga et réserve de faune de Lessio-Louna,,,,.